# Luc-Vincent Thiéry
Luc-Vincent Thiéry, est un avocat et membre de plusieurs sociétés littéraires, amateur d'art, né à Paris le 27 septembre 1734 et mort à Soissons le 12 janvier 1822.
Il est principalement connu pour ses guides de Paris :
- En 1783, parait chez le libraire Hardouin, l'Almanach du Voyageur à Paris.
- En 1784, l'ouvrage est fortement augmenté.
- En 1785, dans sa préface à une nouvelle édition, l'éditeur annonce la préparation d'un guide plus complet en deux volumes.
- En janvier 1787, la cinquième édition de l'Almanach paraît, identique à la précédente, hormis les pages d'introduction et de mise à jour. En même temps parait le Guide des Amateurs et des Etrangers Voyageurs à Paris, ou Description raisonnée de cette ville, de sa banlieue, et de tout ce qu'elles contiennent de remarquable.
- En 1788, paraît un nouveau guide semblable par la forme à l'Almanach (classement des matières par ordre alphabétique), mais qui se présente comme un "extrait du Guide des Amateurs", intitulé Le Voyageur à Paris. Orné d'un petit plan de la ville, il est divisé en 2 parties.
- En 1789, parait une nouvelle édition du Voyageur à Paris. Si le texte du corps de l'ouvrage est identique à celui de l'édition précédente, les pages d'introduction, comprennent un avis de l'éditeur, un agenda (ce qui aurait dû se passer à Paris cette année-là, au jour le jour), ainsi que Les etablissemens nouveaux & changemens survenus pendant le cours de l'année 1788.
- En 1790, la dernière édition du Voyageur à Paris parait. Elle ne diffère des précédentes que par les pages d'introduction, qui corrigent ce que la Révolution avait rendu complètement dépassé.
- En 1796, Le Guide des Amateurs parut une seconde fois en 1796 sous le titre Paris tel qu'il était avant la Révolution chez le libraire Delaplace, qui utilisa les exemplaires qui restaient du tirage de 1787 puisque les deux éditions sont identiques y compris les fautes d'impression. Seules les pages de l'avertissement sont remplacées par des pages de nouvelle composition à la typographie plus lâche et moins soignée, et imprimées sur du papier de moindre qualité.

On lui attribue également la publication des Mémoires de Jean Henri, dit Latude, Le Despotisme dévoilé, ou Mémoires de M. Masers de la Tude, détenu pendant 35 ans dans diverses prisons d'état, œuvre bourrée d’inexactitudes et d’exagérations, elle connut une grande vogue pendant la Révolution française.